# المسعن (بعدان)

تعديل مصدري - تعديل

المسعن هي إحدى قرى عزلة المنار بمديرية بعدان التابعة لمحافظة إب، بلغ تعداد سكانها 280 نسمة حسب تعداد اليمن لعام 2004.